# Matthäuskirche (Hannover)

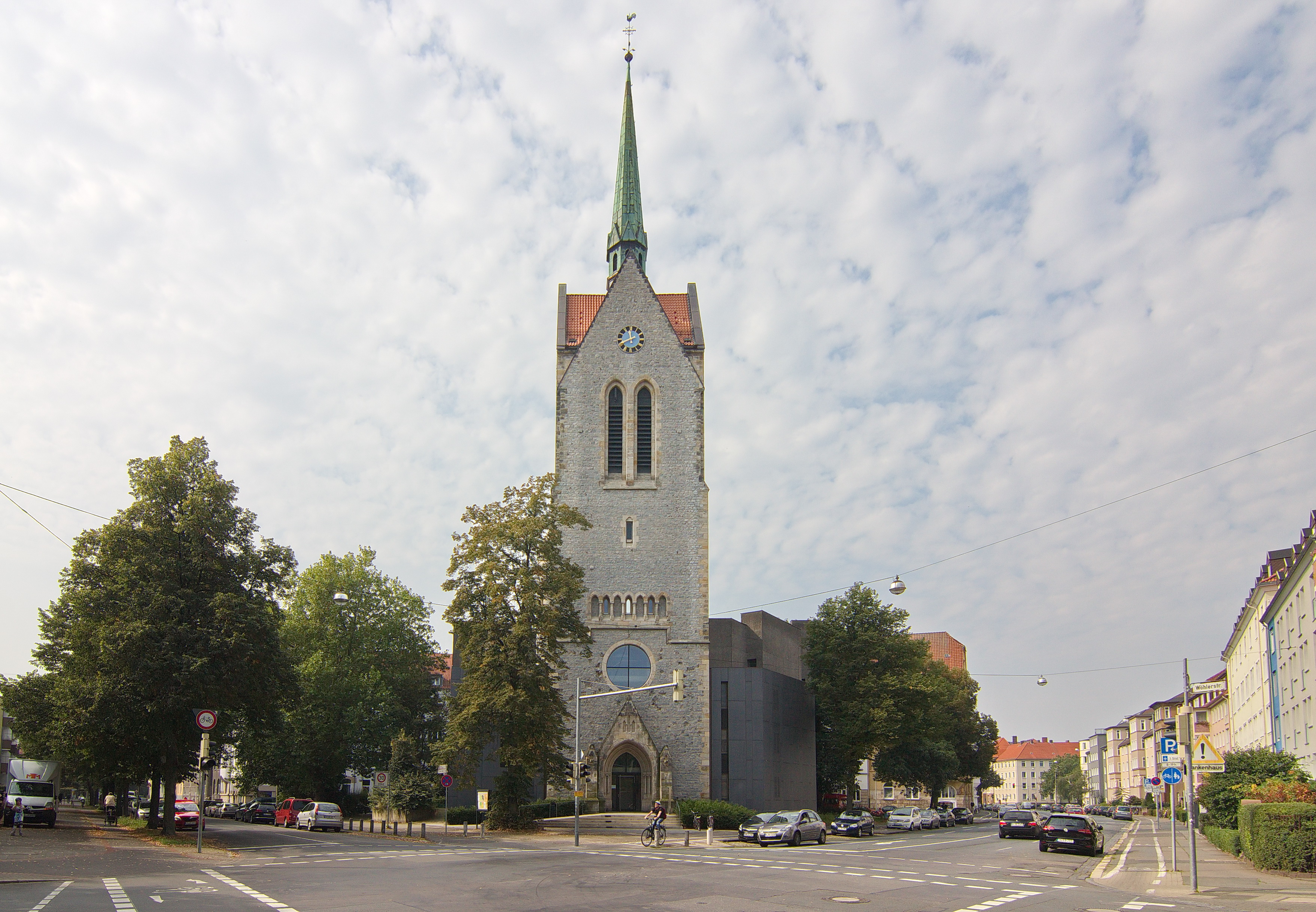
Matthäuskirche

Die Matthäuskirche ist eine evangelisch-lutherische Kirche im hannoverschen Stadtteil List.

## Geschichte
Die Bewohner der List waren ursprünglich zur Marienkirche in Hainholz eingepfarrt. Nachdem sich die Einwohnerzahl dort ab 1870 binnen zwanzig Jahren von 900 auf rund 3000 mehr als verdreifacht hatte, leitete das Konsistorium in Hannover die Bildung einer eigenen Kirchengemeinde in die Wege. Bereits 1893 errichtete die Hainhölzer Gemeinde eine eigene Pfarrstelle für die List, 1899 eine Schwesternstation. Der Hofbesitzer Heinrich Kollenrodt stiftet das Grundstück für einen Kirchenneubau, zu dem 1903 der Grundstein gelegt wurde. Der neugotische Bau aus Kalkbruch- und Sandstein auf dem Grundriss eines gleichschenkligen Kreuzes, der Platz für bis zu 800 Personen bot, wurde nach Plänen des Architekten Eduard Wendebourg ausgeführt. 1906 konnte das Gebäude eingeweiht werden. Bis 1912 wuchs die Zahl auf über 6000 und veranlasste die Einrichtung einer zweiten Pfarrstelle.
Im Rahmen der Metallabgabe für den Ersten Weltkrieg verlor die Kirche einen Teil des Geläuts und der Orgel. Das Geläut wurde 1926 wieder auf drei Glocken vervollständigt. 1938 wurde die Orgel erneuert.
Bei dem schweren Luftangriff auf Hannover in der Nacht vom 8. auf den 9. Oktober 1943 wurde das Bauwerk durch Spreng- und Brandbomben stark beschädigt. Die dadurch in das Mauerwerk gerissenen Löcher sind nach der Restaurierung heute jedoch nur noch auf der Turmseite sichtbar. Die Gottesdienste wurden in den Konfirmandensaal des Pfarrhauses verlegt, das am 15. Dezember 1944 ebenfalls ausbrannte. Der Luftangriff vom 15. Januar 1945 zerstörte die Kirche endgültig. Die Matthäus-Kirchengemeinde wurde zunächst provisorisch in der Nachbargemeinde St. Markus versorgt.
Im Juni 1950 weihte Landessuperintendent Theodor Laasch im Bereich der zerstörten Kirche eine Bartning’sche Notkirche ein, die der Gemeinde eine neue Heimat gab. Vom früheren Geläut war nur noch eine Glocke erhalten, die um eine Patenglocke aus dem ehemaligen Kirchenkreis Görlitz ergänzt wurde. Die weitere Vermehrung der Gemeindeglieder (bis 1960 auf ca. 24.000) führte zur Gründung von zwei Tochtergemeinden (Johannes und Heilig-Geist-Kirche (Vahrenwald)), für die auch die Gethsemane-Kirche und die Vahrenwalder Kirche Teile ihres Gemeindebezirks abgaben.
1961 begannen Planungen für den Neubau der Matthäuskirche. Nach Plänen von Klaus und Gudrun Vogel (Bemerode) entstand unter Verwendung des Turms und des Altarraums (Westchor) der alten Kirche ein moderner Neubau. Grundsteinlegung war am 16. Juni 1971. Im Oktober 1972 wurde die neue Matthäuskirche eingeweiht. Die Holzbinder der Notkirche wurden in der Zachäus-Kirchengemeinde wiederverwendet.

## Orgeln

### Hauptorgel

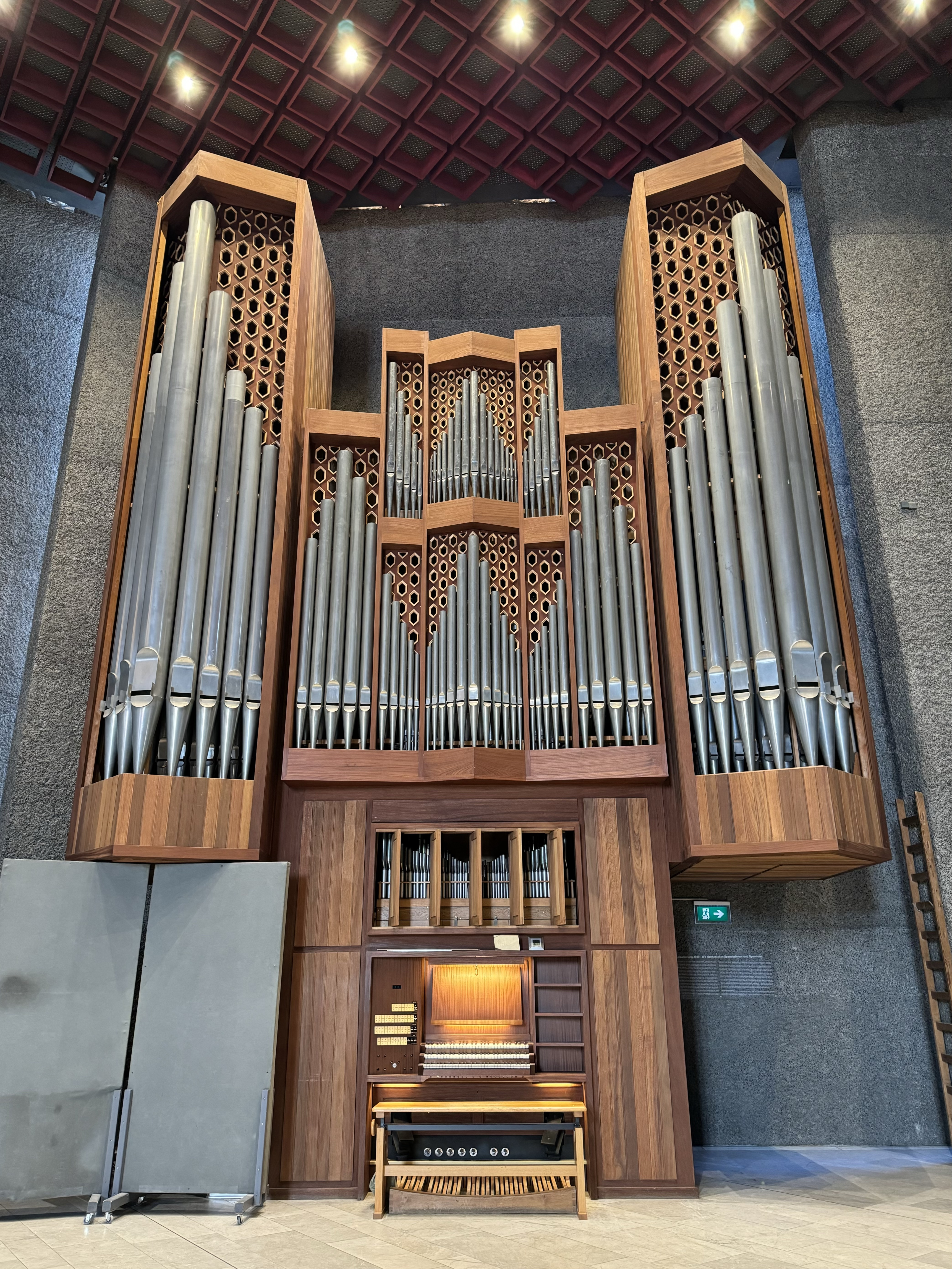
Hauptorgel

Die Orgel wurde 1974–1985 durch Gebrüder Hillebrand Orgelbau (Altwarmbüchen) erbaut, dabei wurden einige Teile der 1951 von Emil Hammer (Hemmingen) erbauten Orgel der abgerissenen Vorgängerkirche wiederverwendet. 1990 wurde die Orgel wegen eines Wasserschadens renoviert. 2010 folgte eine Restaurierung und ein Umbau durch Gebrüder Hillebrand mit Erweiterung um ein Register, Tausch einiger Register, sowie der Einbau einer Setzeranlage. Das Schleifladen-Instrument verfügt heute über 39 Register auf drei Manualen und Pedal. Die Spieltrakturen sind mechanisch, die Registertrakturen elektrisch.
Die Disposition lautet:
| I Hauptwerk C–g3 |       |
| Bordun           | 16′   |
| Prinzipal        | 08′   |
| Rohrflöte        | 08′   |
| Oktave           | 04′   |
| Nachthorn        | 04′   |
| Quinte           | 2 ⁄3′ |
| Oktave           | 02′   |
| Cornet V         | 08′   |
| Mixtur IV-VI     |       |
| Dulzian          | 16′   |
| Trompete         | 08′   |

| II Schwellwerk C–g3 |       |
| Koppelflöte         | 08′   |
| Salicional          | 08′   |
| Prinzipal           | 04′   |
| Flöte               | 04′   |
| Nasat               | 2 ⁄3′ |
| Oktave              | 02'   |
| Waldflöte           | 02′   |
| Terz                | 1 ⁄5′ |
| Mixtur III-IV       |       |
| Fagott              | 16′   |
| Trompete            | 08′   |
| Oboe                | 08′   |
| Tremulant           |       |

| III Brustwerk C–g3 |       |
| Gedackt            | 08′   |
| Rohrflöte          | 04′   |
| Gemshorn           | 04′   |
| Blockflöte         | 02′   |
| Quinte             | 1 ⁄3′ |
| Sesquialtera II    |       |
| Vox humana         | 08′   |
| Tremulant          |       |

| Pedal C–f1   |     |
| Prinzipalbaß | 16′ |
| Subbaß       | 16′ |
| Oktavbaß     | 08′ |
| Flötbaß      | 08' |
| Oktave       | 04′ |
| Mixtur IV    |     |
| Posaune      | 16′ |
| Trompete     | 08′ |
| Schalmey     | 04′ |

- Koppeln: II/I, III/I, I/P, II/P, III/P

### Orgel in der Kapelle

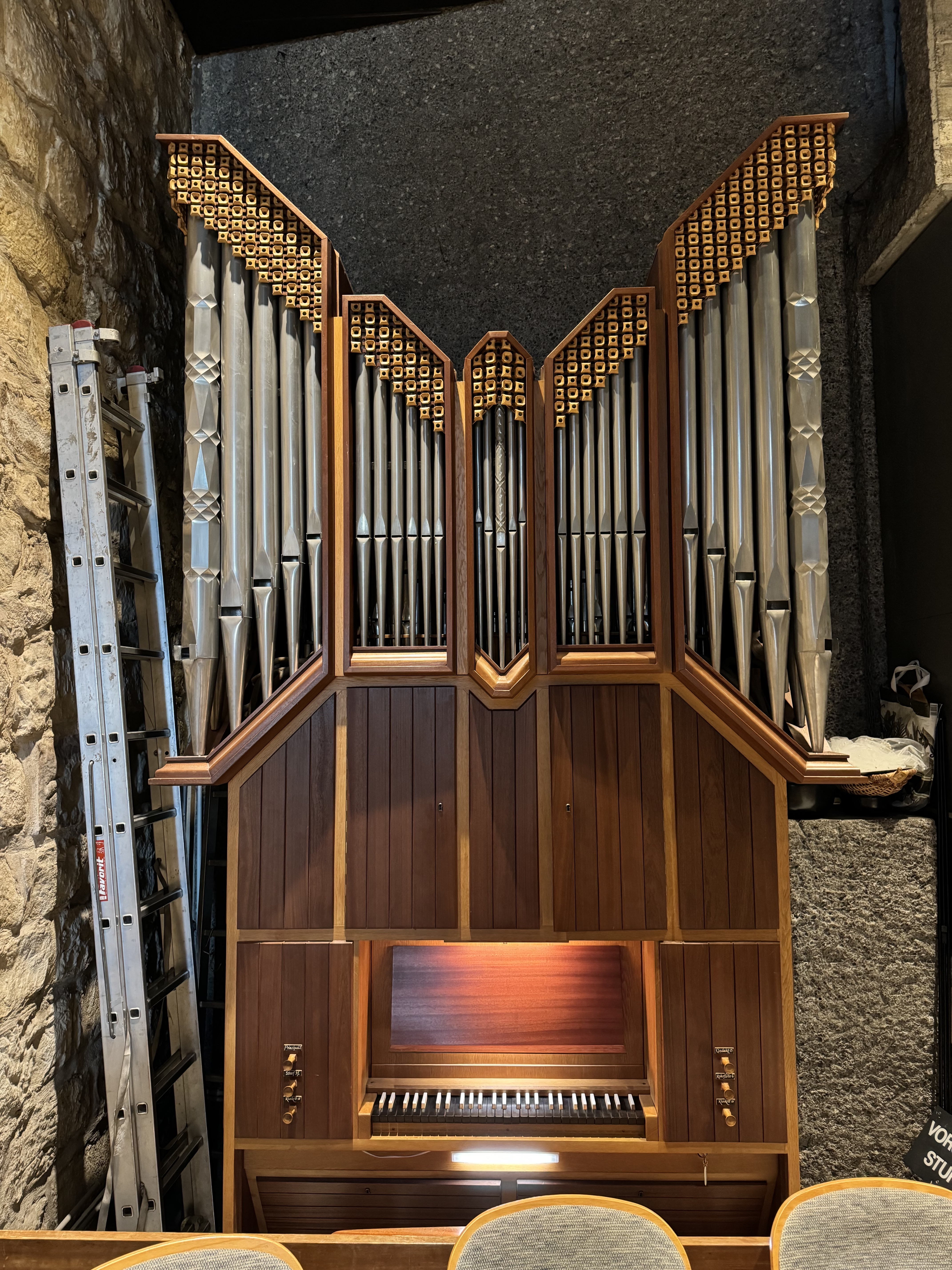
Orgel in der Kapelle

Die Kapelle der Matthäuskirche verfügt über eine einmanualige Orgel mit angehängtem Pedal und 5 Registern, die 1968 durch die Orgelbaufirma Gebrüder Hillebrand (Altwarmbüchen) erbaut wurde.
| Manual C–g3 |     |
| Gedakt      | 08′ |
| Rohrflöte   | 04′ |
| Prinzipal   | 02′ |
| Scharff III |     |
| Rankett B/D | 16′ |

- Pedal angehängt
- B/D Teilung zwischen b0 und h0